# MrSID
Multi Resolution Seamless Image Database (MrSID; ausgesprochen Mister Sid) ist ein von LizardTech entwickeltes und in den USA patentrechtlich geschütztes Komprimierungsformat für Rastergrafik-Dateien mit der Dateinamenserweiterung .sid. Es wird vor allem in der Kartographie und bei Satellitenbildern verwendet. Die Kompression beruht auf einer speziell optimierten Implementation der Diskreten Wavelet-Transformation. Es können Kompressionsraten von 15 bis 20:1 für Grautonbilder und 30 bis 50:1 für dreikanalige RGB-Daten bei hoher Qualität der Bilder erreicht werden. Gängige Bildbetrachter können sie, ggf. nach Installation eines Plug-ins, darstellen.
Siehe auch: GIS-Datenformate